# Motown: A Journey Through Hitsville USA
Albums de Boyz II Men
The Remedy
(2006) Love (en)
(2009)
Singles
War
2008

Motown: A Journey Through Hitsville USA est un album du groupe de RnB Boyz II Men nommé aux Grammy Awards qui sortit le 13 novembre 2007 sur le label Decca Records. Les deux seuls producteurs sont Randy Jackson et Simon Cowell d' American Idol. L'album est un hommage aux plusieurs classiques de Motown, dont Just My Imagination de The Temptations, Tracks Of My Tears de The Miracles et Reach Out I'll Be There de The Four Tops. Le premier single à être extrait de l'album est The Tracks of My Tears.
L'album débuta à la 8e place des classements musicaux britanniques. Dans le classement américain Billboard 200, il débuta à la 27e place, se vendant à 42 000 exemplaires la première semaine.
L'album fut nommé deux fois à la 51e cérémonie des Grammy Awards dans les catégories Meilleur album R&B et Meilleure Performance RnB par un Duo ou par un Groupe avec Chant pour le titre Ribbon In The Sky.

## Liste des titres
1. Just My Imagination (Running Away with Me) (The Temptations)
2. It's the Same Old Song/Reach Out I'll Be There (The Four Tops)
3. Mercy Mercy Me (The Ecology) (Marvin Gaye)
4. The Tracks of My Tears (The Miracles)
5. Money (That's What I Want) (Barrett Strong)
6. Easy (The Commodores)
7. I Was Made to Love Her (Stevie Wonder)
8. All This Love (en) (DeBarge)
9. Ribbon in the Sky (a cappella) (Stevie Wonder)
10. Ain't Nothing Like the Real Thing (en) (featuring Patti LaBelle) (Marvin Gaye & Tammi Terrell)
11. Got to Be There (Michael Jackson)
12. War (Edwin Starr)
13. End of the Road (a cappella) (featuring Brian McKnight) (Boyz II Men)
14. There'll Never Be (International Bonus Track) (Switch (en))